# اچ‌ام‌سی‌اس شارلوت‌تاون (۱۹۴۱)
اچ‌ام‌سی‌اس شارلوت‌تاون (۱۹۴۱) (به انگلیسی: HMCS Charlottetown (1941)) یک زیردریایی است که طول آن ۲۰۸ فوت (۶۳٫۴ متر) می‌باشد. این زیردریایی در سال ۱۹۴۱ ساخته شد.

## پس زمینه
ناوچه های کلاس گل مانند شارلوت تاون که در طول جنگ جهانی دوم با نیروی دریایی سلطنتی کانادا خدمت می کردند، با ناوچه های قدیمی تر و سنتی تر بادبان متفاوت بودند.تعیین "کوروت" توسط فرانسوی ها به عنوان یک کلاس از کشتی های جنگی کوچک ایجاد شد. نیروی دریایی سلطنتی این اصطلاح را برای یک دوره قرض گرفت اما استفاده از ان را در سال 1877 متوقف کرد.در طول اماده سازی عجولانه برای جنگ در اواخر دهه 1930، وینستون چرچیل کلاس ناوچه را دوباره فعال کرد، نیاز به یک نام برای کشتی های کوچکتر مورد استفاده در ظرفیت اسکورت، در این مورد بر اساس طراحی کشتی نهنگ. [6] نام عمومی "گل" برای تعیین کلاس این کشتی ها مورد استفاده قرار گرفت، که در نیروی دریایی سلطنتی پس از گیاهان گلدار نامگذاری شد.